# Revestiment d'ions

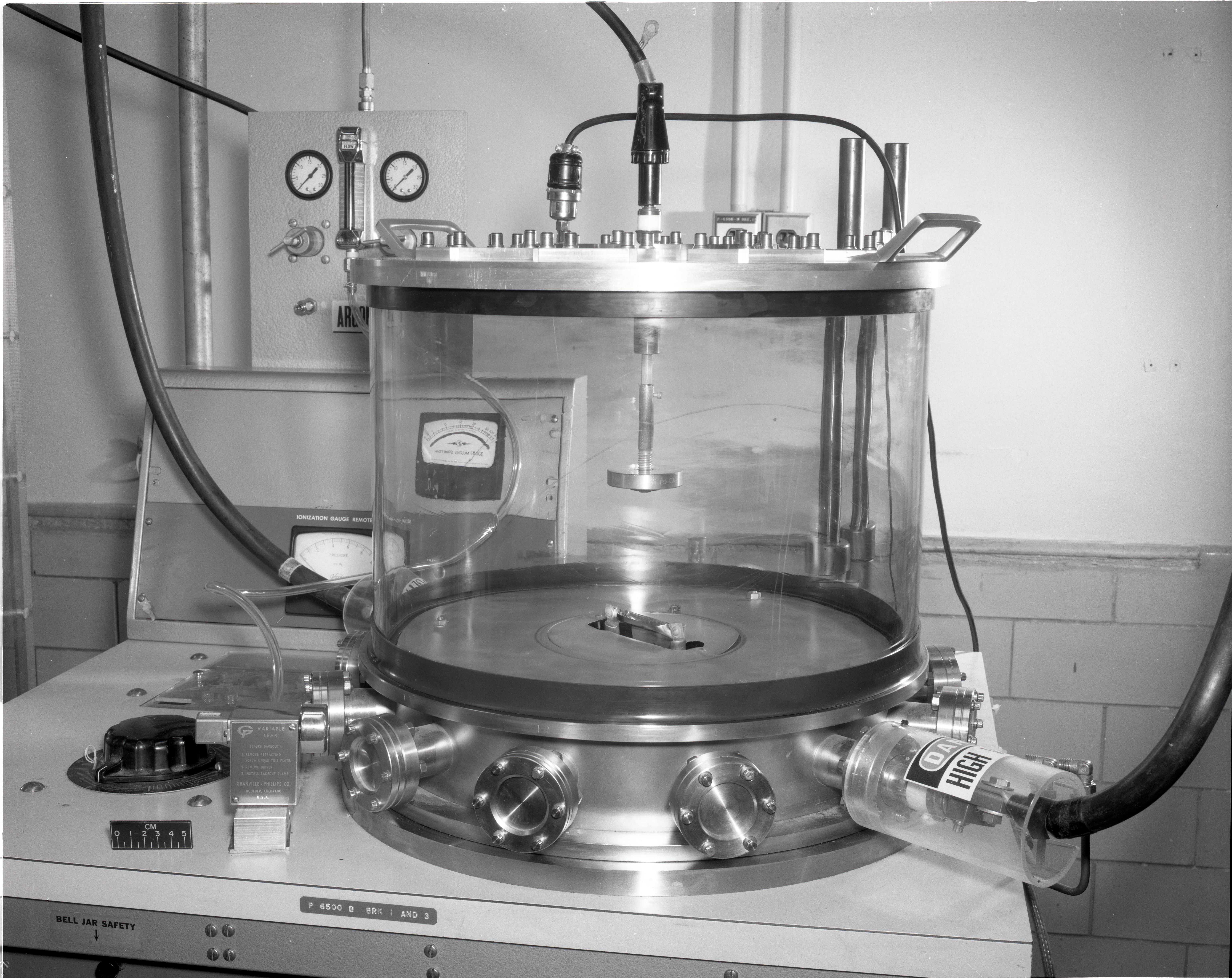
Equip de xapat iònic

El revestiment d'ions (IP) és un procés de deposició física de vapor (PVD) que de vegades s'anomena deposició assistida per ions (IAD) o deposició de vapor d'ions (IVD) i és una versió modificada de la deposició al buit. El revestiment iònic utilitza un bombardeig concurrent o periòdic del substrat i diposita pel·lícula per partícules energètiques de mida atòmica anomenades ions. El bombardeig abans de la deposició s'utilitza per netejar la superfície del substrat. Durant la deposició, el bombardeig s'utilitza per modificar i controlar les propietats de la pel·lícula de dipòsit. És important que el bombardeig sigui continu entre la neteja i les parts del procés de deposició per mantenir una interfície neta atòmicament. Si aquesta interfície no es neteja correctament, pot resultar en un recobriment més feble o una mala adherència.
Són molts processos diferents per aspirar recobriments dipositats al buit en els quals s'utilitzen per a diverses aplicacions com la resistència a la corrosió i el desgast del material.

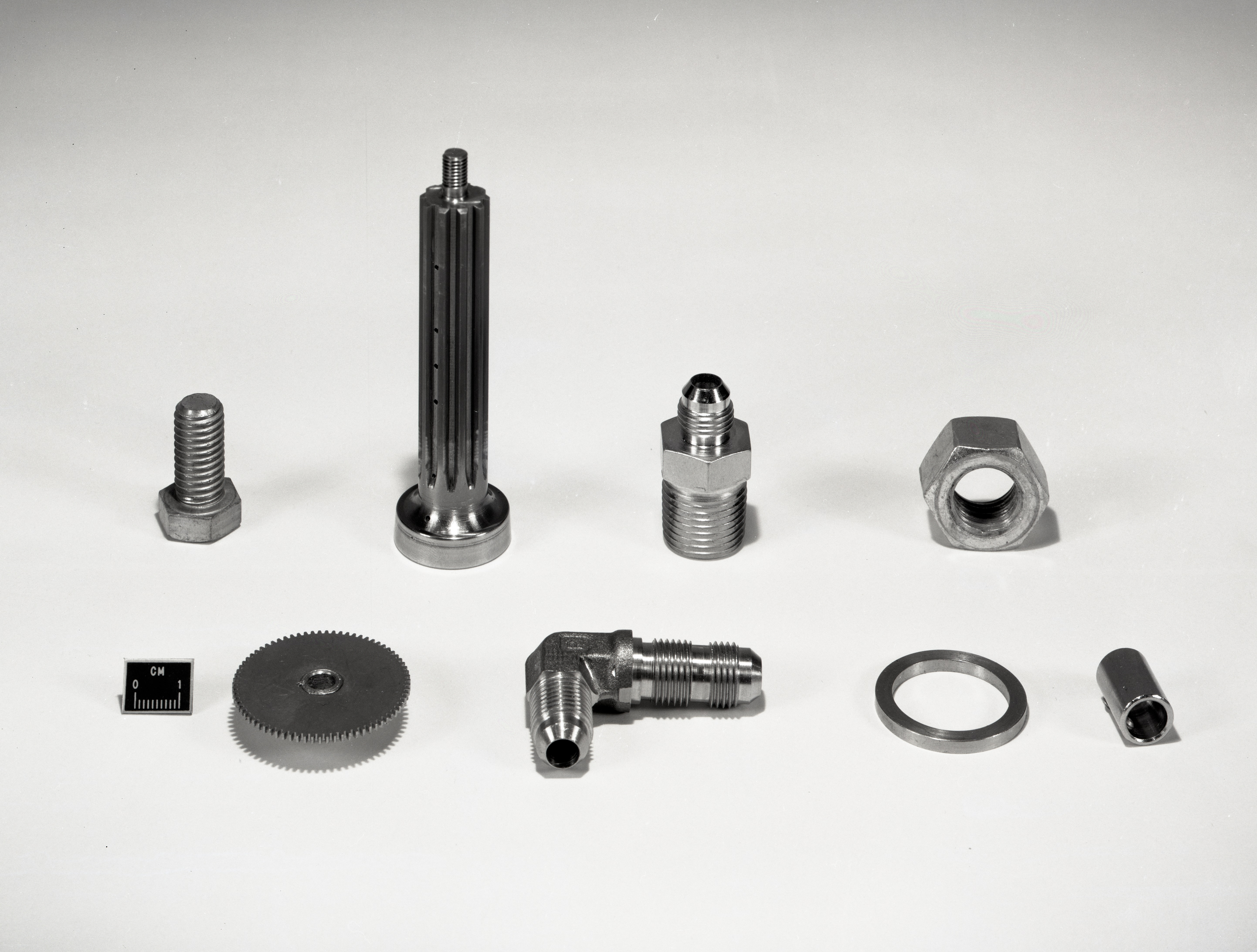
Elements de fixació xapats amb ions

## Procés
En el revestiment d'ions, l'energia, el flux i la massa de l'espècie bombardejada juntament amb la relació entre les partícules bombardejant i les partícules que es dipositen són variables de processament importants. El material que es diposita es pot vaporitzar per evaporació, sputtering (bias sputtering), vaporització d'arc o per descomposició d'un precursor de vapor químic per deposició de vapor químic (CVD). Les partícules energètiques utilitzades per al bombardeig solen ser ions d'un gas inert o reactiu o, en alguns casos, ions del material pel·lícula de condensació ("ions pel·lícula"). El revestiment d'ions es pot fer en un entorn de plasma on els ions per al bombardeig s'extreuen del plasma o es pot fer en un entorn de buit on els ions per al bombardeig es formen en una pistola iònica separada. Aquesta darrera configuració de revestiment d'ions sovint s'anomena deposició assistida per feix d'ions (IBAD). Mitjançant l'ús d'un gas o vapor reactiu al plasma, es poden dipositar pel·lícules de materials compostos.
El revestiment d'ions s'utilitza per dipositar recobriments durs de materials compostos en eines, recobriments metàl·lics adherents, recobriments òptics amb altes densitats i recobriments conformes en superfícies complexes.

### Pros
- Millor cobertura de superfície que altres mètodes (deposició física de vapor, deposició per pulverització).[3]
- Més energia disponible a la superfície de l'espècie bombardejada, donant lloc a una unió més completa.[3]
- Flexibilitat amb el nivell de bombardeig iònic.[3]
- Reaccions químiques millorades en subministrar plasma i energia a la superfície de l'espècie bombardejada.[3]
- La durabilitat del material millora almenys 8 vegades més.[4]

### Contres
- Augment de les variables a tenir en compte en comparació amb altres tècniques.
- La uniformitat del revestiment no sempre és coherent
- Escalfament excessiu del substrat
- Estrès de compressió
- Aquest procés és costós i requereix temps